# Terminator: Dawn of Fate
Terminator: Dawn of Fate – gra zręcznościowa, stworzona przez Paradigm Entertainment na platformę PlayStation 2 i Xbox. Gra nawiązuje do słynnej kinowej trylogii o Terminatorze. 

## Fabuła
W grze gracz wciela się członka ruchu oporu walczącego w przyszłości z wysyłanymi przez Skynet maszynami. Ocaleni ludzie stworzyli ruch oporu, na czele którego stanął John Connor. Zadanie gracza jest aby, sterowana przez niego postać (trzy do wyboru) dotarła do wehikułu czasu, aby móc wysłać w przeszłość jednego ze swoich żołnierzy (Kyle Reese). W grze są pokazane sceny, które doprowadziły do wydarzeń z pierwszej części Terminatora.

## Rozgrywka
Gra składa się z jedenastu różnych plansz. Zadania można przejść na dwa różne sposoby. Postaci sterowana przez gracza walczą wręcz lub z użyciem różnego typu broni – karabinów, wyrzutni rakiet itp. Akcja możemy obserwować z perspektywy pierwszej lub trzeciej osoby. Do dyspozycji mamy piętnaście różnych przeciwników. Oprawa graficzna ukazana jest w trójwymiarze.